# Lasius brunneus
Lasius brunneus es una especie de hormiga del género Lasius, tribu Lasiini, familia Formicidae. Fue descrita científicamente por Latreille en 1798.

## Distribución
Se distribuye por Armenia, Georgia, India, Irán, Israel, Pakistán, Corea del Sur, Tayikistán, Turquía, Albania, Andorra, Austria, Bielorrusia, Bélgica, Bulgaria, Croacia, República Checa, Dinamarca, Finlandia, Francia, Alemania, Grecia, Hungría, Italia, Letonia, Lituania, Luxemburgo, Macedonia, Moldavia, Países Bajos, Noruega, Polonia, Portugal, Rumania, Rusia, Eslovaquia, Eslovenia, España, Suecia, Suiza y Reino Unido.

## Hábitat
Habita en troncos, árboles, la hojarasca y sobre piedras.